# Joseph-Emmanuel de La Trémoille

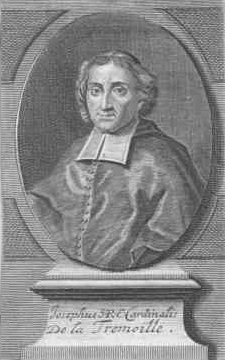
Joseph-Emmanuel Kardinal de La Trémoille (frühes 18. Jhd.)

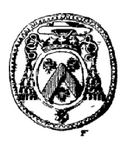
Siegel mit dem Wappen des Kardinals

Joseph-Emmanuel de La Trémoille (* 7. Juli 1659 in Thouars, Frankreich; † 10. Januar 1720 in Rom) war ein Kardinal der katholischen Kirche. Er war Sohn von Louis II. de La Trémoille, Duc de Noirmoutier, und Renée Julie Aubéry.

## Leben
Nachdem er an der Sorbonne studiert und einen Doktor in Zivil- und Kirchenrecht erworben hatte, war er ab 1693 als Auditor an der Rota Romana tätig. Seit 1695 Kommendatarabt von Ligny, erhielt er 1702 zudem die Abtei Sorèze. Auch Generalvikar des Bistums Laon, war er von 1702 bis 1706 Botschafter des Königs von Frankreich am Hof von Neapel. Anschließend wurde er 1706 Minister des Königs von Frankreich am Apostolischen Stuhl.
Am 17. Mai 1706 von Papst Klemens XI. zum Kardinal kreiert, wurde er am 25. Juni 1706 zum Kardinalpriester der Titelkirche Santissima Trinità al Monte Pincio ernannt. In Frankreich erhielt er zudem 1706 die Abtei Bellecombe, 1707 die Abtei Grand Selve und 1710 die Abtei St-Étienne de Caen als Präbenden. Das Kardinalskollegium wählte ihn für die Zeit vom 14. Januar 1714 bis zum 31. Januar 1715 zu seinem Camerlengo.
Am 8. Juni 1716 zum Bischof von Bayeux ernannt, wechselte er am 11. Mai 1718 auf das Erzbistum Cambrai. Die Bischofsweihe spendete ihm Papst Klemens XI. persönlich am 30. Mai 1719 in der Kirche Santa Maria degli Angeli in Rom; Mitkonsekratoren waren Fabrizio Paolucci, Kardinalbischof von Albano, und Kardinal Francesco Pignatelli OTheat, Erzbischof von Neapel.